# Nunatak

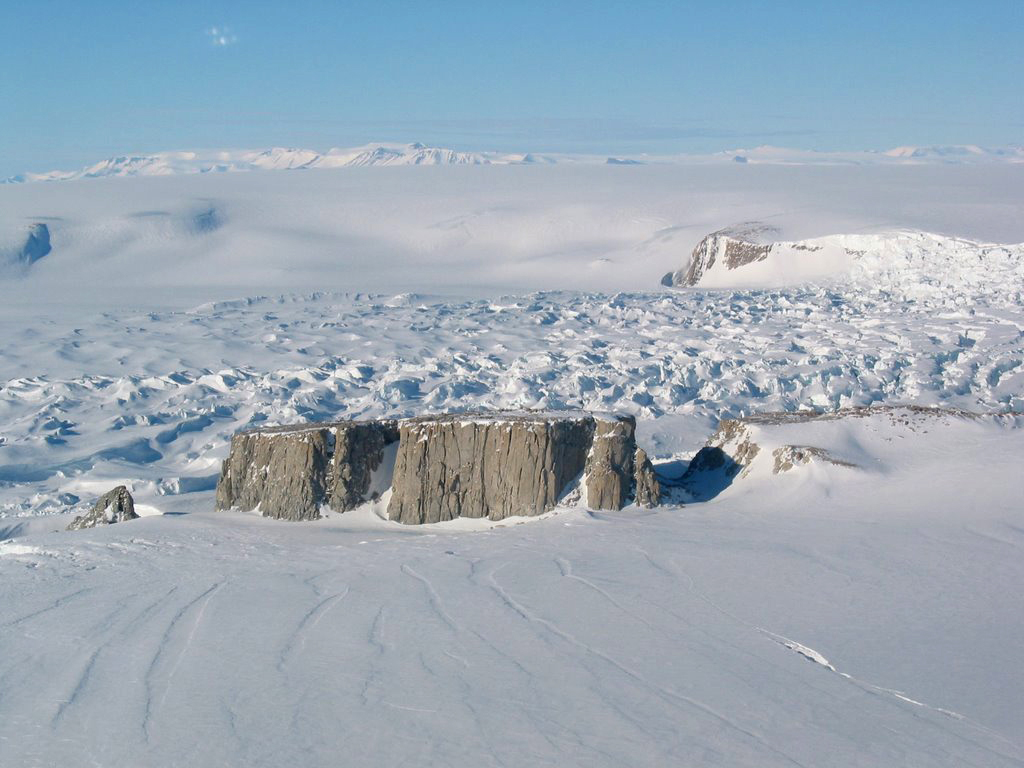
Starr Nunatak de pe coasta teritoriului Victoria, Antarctica

Un nunatak (din limba inuit, nunataq) este un pisc stâncos izolat din zona zăpezilor permanente, care străpunge calota de gheață.  Nunatak înseamnă stânci golașe și piscuri care domină firnul din jur și care, deși sunt situate în zona zăpezilor permanente, nu localizează ghețari